# Martina Orzan
Martina Orzan (Trieste, 6 settembre 1971) è un'ex canottiera italiana.

## Biografia
Nata a Trieste nel 1971, ha iniziato a remare a 14 anni.
A 24 anni ha preso parte ai Giochi olimpici di Atlanta 1996, nel 2 di coppia pesi leggeri insieme a Lisa Bertini, passando il primo turno al ripescaggio, con il tempo di 6'59"06, 1º della loro batteria, le semifinali con il 3º crono, 7'15"29 e mancando per soli 27 centesimi di secondo la medaglia di bronzo in finale, chiusa in 7'16"83, dietro all'Australia.
Nel 2001 ha vinto l'argento nel 2 di coppia pesi leggeri ai Giochi del Mediterraneo di Tunisi insieme a Samantha Molina, chiudendo dietro alla coppia francese.
Dopo il ritiro dall'attività agonistica è rimasta nel mondo del canottaggio.

## Palmarès

### Giochi del Mediterraneo
- 1 medaglia:
  - 1 argento (2 di coppia pesi leggeri a Tunisi 2001)